# 斯維佳亞濟湖

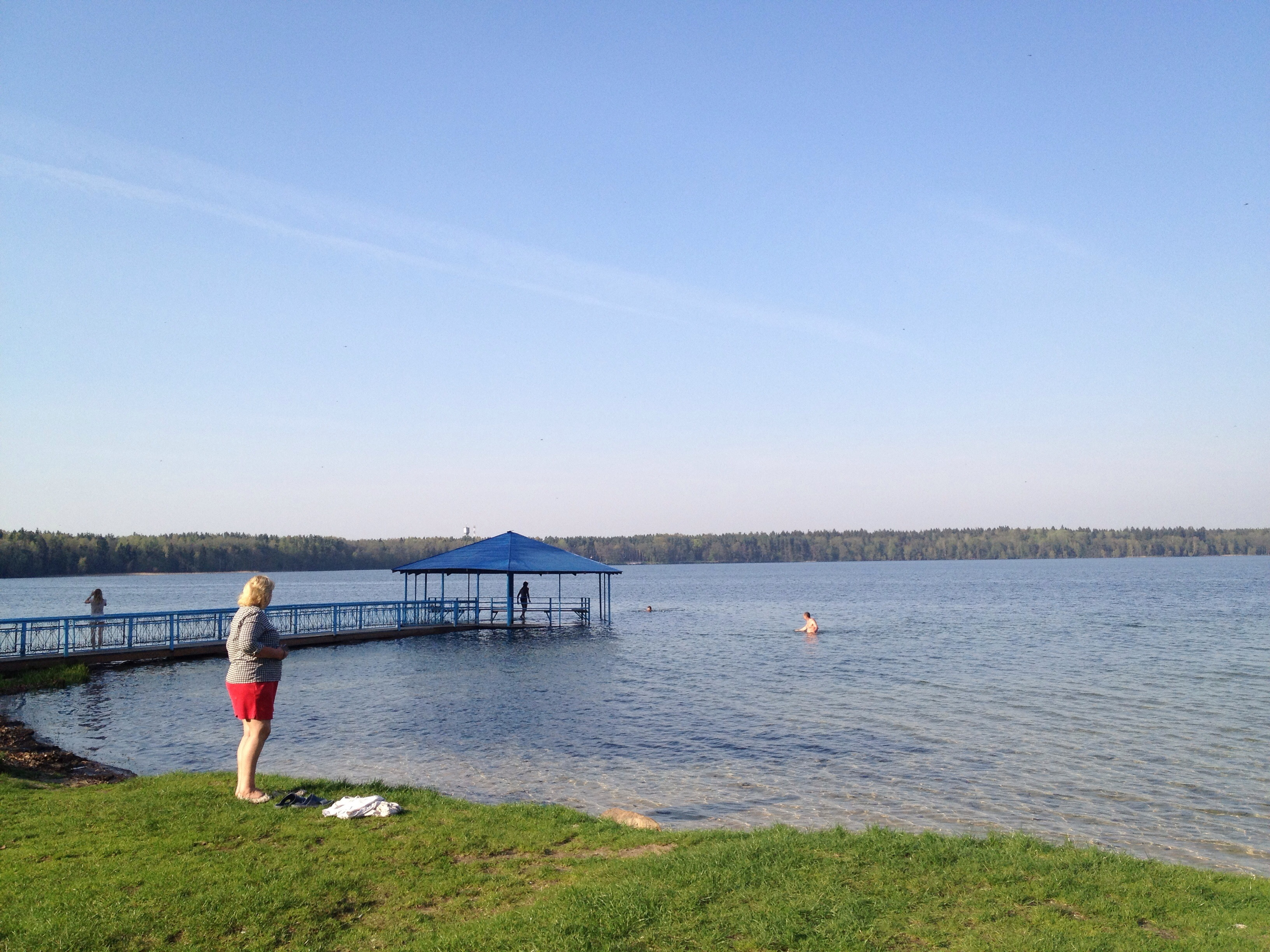
斯維佳亞濟湖

斯維佳亞濟湖（白俄羅斯語：Свіцязь）是白俄羅斯的湖泊，位於新格魯多克東北22公里，由格羅德諾州負責管轄，長1.7公里、寬1.6公里，面積2.24平方公里，集水區面積14平方公里，湖岸線長度4.5公里，平均水深3米，最大水深15米。

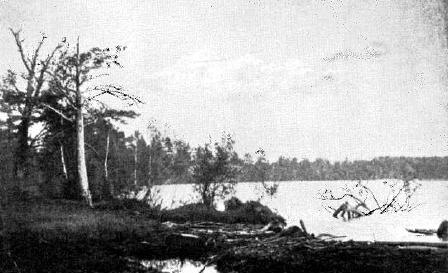
19世紀